# What's My Age Again?
What's My Age Again? is een single van de Amerikaanse poppunk-band blink-182. Het was de eerste single van hun derde studioalbum Enema of the State. De single werd hun tweede grote hit en betekende een grote stap vooruit in hun succes. De single werd tevens gebruikt op hun Greatest Hits-album. 